# زمین‌لرزه ۱۹۴۴ ژاپن
زمین‌لرزه ژاپن  در تاریخ ۷ دسامبر ۱۹۴۴ میلادی، برابر با ‎۱۶ آذر ۱۳۲۳، ساعت ۴:۳۵:۴۲ به زمان یوتی‌سی در ژاپن رخ داد. بزرگی آن ۸٫۱ در مقیاس Mw اعلام شده‌است. زمین‌لرزه به وقت محلی در روز پنج‌شنبه، ساعت ۱۳ روی داده و منطقه زمانی آن یوتی‌سی +۹ بوده‌است .
سازمان زمین‌شناسی آمریکا نیز جای این زمین‌لرزه را در مختصات ۳۴°۰۰′شمالی ۱۳۷°۰۶′شرقی / ۳۴°شمالی ۱۳۷٫۱°شرقی و بزرگی آنرا برابر با ۸٫۱ در مقیاس ریشتر اعلام کرده‌است. ژرفای گزارش شده از سوی این سازمان ۳۰ کیلومتر می‌باشد.
تعداد زخمیان ۲۹۷۱ نفر برآورده شده‌است. سونامی نیز در این زلزله گزارش شده‌است.